# Платник, Норман
Норман Айра Платник (англ. Norman I. Platnick; 30 декабря 1951 года, Блуфилд, США — 8 апреля 2020 года) — американский учёный-арахнолог, профессор, хранитель Отдела зоологии беспозвоночных в Американском музее естественной истории. Получил докторскую степень в 1973 году в Гарвардском университете.
Описал около 1800 видов пауков (второй результат в мире после Эжена Симона).

## Биография
Родился в семье дантиста Филипа Платника (1897—1974), уроженца Литвы, и Иды Фанни Кашеневской (1915—2002), родом из Польши.
Получил известность благодаря онлайн-каталогу пауков мира (World Spider Catalog), который был создан и работает от имени Музея естественной истории. Каталог является единственным актуальным ресурсом для описанных видов пауков. Он уникален тем, что содержит полный список видов, помогает проверять, обобщать и классифицировать результаты всех работ. За его бесценный труд Международное арахнологическое общество в 2007 году наградило Платника премией имени Пьера Бонне за преданное служение улучшению арахнологии.
Вместе с другими учёными он работал также над системой определения по картинкам, SPIDA-web и атласом Atlas of phylogenetic data for entelegyne spiders.
В качестве профессора преподавал с 1978 года в City University of New York, а с 1988 года — в Корнеллском университете. С 1999 года работал старшим научным сотрудником в Центре по исследованию и сохранению окружающей среды в Колумбийском университете.
Автор 330 публикаций, включая 37 монографий и книг.
Умер 8 апреля 2020 года в Филадельфии (США).

## Эпонимия
В честь Платника названы 4 рода и 48 видов пауков и других членистоногих. 
- Normplatnicka Rix & Harvey, 2010 (Anapidae)
- Platnickia Jocqué, 1991 (Zodariidae)
- Platnickina Koçak & Kemal, 2008 (Pholcidae)
- Platnicknia Özdikmen & Demir, 2009 (= Modisimus Simon, 1893; Pholcidae)